# منصورعلی قراگوزلو
منصورعلی خان سرداراکرم قراگوزلو (۱۲۷۳ همدان - ۱۳۳۲) از خوانین قراگوزلو و مالکان بزرگ همدان، دولتمرد و نماینده مجلس شورای ملی در دوره پهلوی بود.
پدرش عبدالله خان امیرنظام قراگوزلو که ابتدا سرداراکرم لقب داشت، از فرماندهان قشون دوران قاجار بود که به حکومت ولایات مختلف و وزارت و نمایندگی مجلس شورای ملی رسید و همچنین از مالکان تراز اول ایران با متجاوز از هزار پارچه آبادی در تهران و کردستان و کرمانشاهان بود.  پس از اینکه در سال ۱۲۸۷ خورشیدی از محمدعلی شاه قاجار لقب امیرنظام گرفت، لقب سرداراکرم به منصورعلی داده شد  که در آن زمان چهارده ساله و در اروپا در حال تحصیل بود.
منصورعلی پس از تحصیلات ابتدائی در همدان و آموختن زبان فرانسه در سال ۱۲۸۶ همراه با برادرش محتاجعلی به سرپرستی فریدالملک همدانی برای تحصیل به فرنگ فرستاده شد.  ده سال در اروپا درس خواند، زبان و ادبیات فرانسه را به‌خوبى آموخت و درجه علمى از دانشگاه گرفت.  پس از بازگشت با دختر دوم وثوق‌الدوله ازدواج کرد و از وی صاحب دو دختر شد. 
سرداراکرم بی آنکه شغل دولتی بپذیرد، از درآمد املاکی که از پدرش به ارث به او رسیده بود، زندگی مرفه در حد اعلای ممکن را ادامه می‌داد. وقتی برادر بزرگش حسینعلی خان امیرنظام رئیس تشریفات دربار رضاشاه بود، موجبات نمایندگی سرداراکرم را در مجلس فراهم کرد  و او در سال ۱۳۱۶ به نمایندگی همدان انتخاب شد (دوره یازدهم).
سرداراکرم تنها همین یک دوره نماینده مجلس بود و پس از پایان نمایندگی‌اش فرماندار همدان شد.  مفتون همدانی درباره فرماندار شدن سرداراکرم چنین سروده است:

گر که شد سردار اکرم حکمران از انگلیس
نوکرانش را تو بنما شهردار ای آسمان
جمله می‌دانند او بر انگلستان نوکر است
کشت ما را تا که یابد اعتبار ای آسمان

در زمان نخست‌وزیری عموی همسرش قوام‌السلطنه در هجدهم امرداد ۱۳۲۶ به استانداری کرمانشاه منصوب شد (که استان‌های کردستان، همدان و ایلام کنونی را نیز در بر می گرفت).
سردار اکرم برخلاف برادرش در مدت کوتاهی ثروت بیکران خود را خرج کرد. مخارج زیاد مسافرتهای طولانی و نداشتن عقل معاش، اورا به جایی رساند که محتاج حقوق اداری بود. 
نوه حاج محتشم‌السلطنه اسفندیاری با پروین دختر سرداراکرم ازدواج کرد. 